# Водный транспорт Никарагуа
Водный транспорт Никарагуа включает в себя морской транспорт и речной транспорт.

## История
Первые гавани на территории Никарагуа возникли в колониальный период.
15 сентября 1821 в ходе войны за независимость испанских колоний генерал-капитанство Гватемала провозгласило независимость.
На рубеже 1830х - 1840х годов Никарагуа стала объектом соперничества между Британской империей и США, особенно в связи с планами создания на территории Никарагуа межокеанского канала. 
В 1841 Великобритания установила протекторат над карибским побережьем Никарагуа, в 1848 году - захватила порт Сан-Хуан-дель-Норте (который был переименован в Грейтаун), а в 1849 году - заняла один из островов в заливе Фонсека.
В 1850 году США, противодействовавшие влиянию Великобритании, добились заключения договора Клейтона ‒ Булвера, по которому они получили равный статус с Великобританией в Центральной Америке. 
13 июля 1854 года шлюп "Cyane" военно-морского флота США обстрелял из артиллерийских орудий и сжёг Грейтаун. В январе 1860 года в Манагуа было подписано англо-никарагуанское соглашение, в соответствии с которым Великобритания вернула Никарагуа Грейтаун.
В начале XX века крупнейшим портом страны являлся Коринто (на Тихоокеанском побережье), но на Атлантическом побережье единственной удобной гаванью страны являлся Сан-Хуан-дель-Норте (поскольку заболоченная береговая полоса "берега Москитов" была не освоена). В это же время в Сан-Хуан-дель-Сур был построен 30-метровый маяк, что увеличило значение порта.
В 1893 году президентом страны стал Х. С. Селая, который стремился ограничить влияние США и вступил в переговоры с Великобританией и Японией о постройке на территории Никарагуа канала, соединяющего Атлантический и Тихий океаны. Проведение независимой от США политики вызвало резкую негативную реакцию со стороны США.
В 1909 году США организовали антиправительственный заговор и направили войска в Никарагуа, в результате Селая был вынужден бежать из страны. 
В августе 1912 года США под предлогом «необходимости защиты американских граждан» оккупировали страну, и в августе 1914 в Вашингтоне был подписан договор Брайана — Чаморро, по которому США предоставлялось исключительное право на постройку межокеанского канала на территории Никарагуа. В январе 1933 года войска США покинули Никарагуа. 
По состоянию на начало 1972 года главными морскими портами страны являлись Коринто, Пуэрто-Кабесас, Блуфилдс и Сан-Хуан-дель-Сур.
В 1985 году при содействии Болгарии был построен глубоководный порт в Эль-Блуфф.
1 сентября 1992 года в районе Тихоокеанского побережья Никарагуа произошло сильное подводное землетрясение (свыше 6,5 баллов по шкале Рихтера), сопровождавшееся возникновением приливной волны и временным затоплением прибрежных участков местности. В результате имели место разрушения в прибрежных районах департаментов. Среди погибших и пропавших без вести были находившиеся в море рыбаки, находившиеся у причалов лодки также оказались разбиты.

## Современное состояние
Морские порты: Блуфилдс, Коринто, Пуэрто-Сандино и Пуэрто-Кабесас.
Внутренний водный транспорт включает в себя судоходство по реке Рио-Эскондидо (до порта Рама) и озёрам Никарагуа и Манагуа.
- река Сеговия судоходна в нижнем течении (до первых порогов), а на участке длиной 180 км в среднем течении (до предгорий) доступна для лёгких гребных или моторных лодок[8]
- вытекающая из озера Никарагуа река Сан-Хуан судоходна в нижнем течении (до порогов), но по ней возможно движение на лодках[8]

Общая протяжённость судоходных внутренних водных путей составляет 2200 км